# Jérémy Basquaise
Jérémy Basquaise, né le 21 septembre 1985 à Saint-Paul, est un footballeur français international de beach soccer.

## Biographie

### Débuts au football
Jérémy Basquaise est formé à la Saint-pauloise FC. Il y effectue quelques apparitions en Division 2 puis au sein de l'élite réunionaise. 
Ne jouant pas assez à son goût, il retourne dans son quartier, Bois-de-Nèfles, où il devient la vedette de l'équipe fanion, alors en D4. Ses dribbles, son accélération et sa vitesse d'exécution l'amènent sur la plage de sable noir de Saint-Paul ou le terrain de beach soccer de l'Etang-salé.
Après s'être aguerri à Bois-de-Nèfles, au FC Ouest, aux Léopards puis aux Marsouins, Basquaise retourne au Saint-Pauloise FC. Au terme de la saison 2013, Jérémy perd le titre de meilleur buteur de la D1P lors de la dernière journée et s'engage avec l'US Sainte-Marienne. Il souhaite réaliser une saison pleine, quitte à laisser de côté l'équipe de France de beach soccer.
Le 22 septembre 2010, Jérémy Basquaise joue son premier match pour l'équipe de La Réunion de football contre celle de Saint-Pierre-et-Miquelon lors de la Coupe de l'Outre-Mer. Il participe à la large victoire (11-0) avec un doublé. Ses seuls réalisations de la compétition perdue en finale.
Après une parenthèse en D2D avec le FC Ouest, l'attaquant de 31 ans, ancien joueur de la sélection régionale, s'engage de nouveau au Saint-pauloise FC en 2016.

### En équipe de France de beach soccer
Claude Barrabé repère rapidement le jeune talent. « Tout de suite, à l'issue de nos trois plateaux au tournoi de L'Étang-Salé en 2005, j'en fais un de mes leaders de la sélection réunionnaise, raconte l'ex-gardiens de but professionnel. Je le fais savoir à Éric Cantona en septembre ». Celui-ci se rend compte de son niveau lors d'un tournoi d'exhibition de l'équipe de France de beach soccer en fin d'année. Lors du dernier match, le sélectionneur prend Basquaise dans l'équipe pour remplacer Anthony Mendy, absent,. 
Lors de la première moitié de 2006, Jérémy Basquaise participe aux étapes du Championnat d'Europe 2006. Lors de l'étape à Majorque,  Basquaise permet de battre l'équipe polonaise en marquant le but en or, dans la prolongation sur un coup franc joué en deux temps. Avant la finale européenne à Marseille, Jérémy compte dix buts en douze sélections. Basquaise qualifie les Bleus pour le Mondial. En novembre, Jérémy Basquaise est sélectionné pour la Coupe du monde 2006. Éric Cantona lui fait confiance d'entrée face à l'Espagne où il participe à la victoire et marque un but (7-4). Puis il enchaîne avec trois nouveaux face au Canada (8-1), deux contre l'Iran (6-3) en phase de groupe, et un autre au détriment du Japon en quart de finale (3-2). Ayant le but d'être le meilleur joueur français, Basquaise en est le meilleur buteur. Les Bleus perdent ensuite contre l'Uruguay en demi-finale (2-2 t. a. b. 0-1). La France termine troisième de la compétition en battant le Portugal (6-4). Jérémy ne marque pas lors de ses deux dernière rencontres, pour un bilan de sept buts en six matchs pour son premier Mondial.    
Retenu pour la Coupe du monde 2007, Jérémy Basquaise est nommé capitaine de l'équipe de France. Il marque lors des trois matchs de groupe : Émirats arabes unis (6-5, deux buts), Nigeria (2-2 t. a. b. 2-3, un but) et Argentine (2-2 t. a. b. 2-1, un but), mais est exclu lors de cette troisième rencontre. Suspendu pour le quart-de-finale gagné, il revient pour la défaite en demi-finale contre le futur vainqueur brésilien (2-6, un but). Dans le match pour la troisième place, son doublé permet d'accrocher l'Uruguay mais les Bleus s'inclinent aux tirs au but (2-2 t. a. b. 0-1). Le Réunionnais marque donc sept buts en cinq match.    
Lors de la Coupe du monde 2008 à Marseille, Jérémy Basquaise est à nouveau capitaine de l'équipe de France qu'il mène jusqu'en quart de finale. Les Bleus sont dépassés par le Sénégal lors de l'entrée en lice (5-5 t. a. b. 1-2), durant lequel Basquaise permet de revenir à 2-4 avec son but, puis transforme son tir au but. Lors du second match, trois buts de Jérémy permettent aux Bleus de mener largement (5-1) contre l'Iran, qui inverse le match (5-6) avant que Basquaise n'égalise en prolongation, signant un quadruplé, et que la France l'emportent aux tirs au but (6-6 t. a. b. 2-1). Le doublé du Réunionnais contre l'Uruguay lors du dernier match de poule permet aux Bleus de se qualifier (4-3). Son ultime but en quart contre l'Italie n'empêche pas les Tricolores de s'incliner, trop dépendant des performances de Didier Samoun et Basquaise.
En 2018, dans une équipe de France en reconstruction avec des jeunes, Jérémy redevient capitaine.

### Expériences en club sur sable
Durant l'été 2018, Jeremy Basquaise joue pour cinq clubs de beach soccer en quatre mois. En mai, il rejoint le Grande Motte PBS, avec qui il a été sacré champion de France, avant de participer à l'Istanbul Cup avec l'équipe espagnole de Valence, à la Coupe d'Espagne avec Levante, au championnat d'Allemagne avec Bavaria Beach Bazis, et enfin à la Ligue des champions avec les Espagnols de San Javier. 
À l'été 2019, Basquaise rejoint de nouveau le club de la Grande Motte, avec il conserve leur titre de champion de France et étant capitaine de l'équipe. Il participe aussi à l'Euro Winners Cup 2019.
En 2023, il est champion de France de beach soccer avec les Minots de Marseille et est élu meilleur joueur du tournoi.

## Statistiques en équipe de France

### Par année
Lors des saisons 2012 et 2013, Jérémy Basquaise est le meilleur buteur de l'équipe de France. 
| Année  | 2006 | 2007 | 2008 | 2009 | 2010 | 2011 | 2012 | 2013 | 2014 | 2015 | 2016 | 2017 | 2018 | 2019 |
| ------ | ---- | ---- | ---- | ---- | ---- | ---- | ---- | ---- | ---- | ---- | ---- | ---- | ---- | ---- |
| Matchs | ≥ 6  | ≥ 5  | ≥ 4  |      |      | 12   |      |      | 8    | 14   | 15   | 9    | 8    | 7    |
| Buts   | ≥ 7  | ≥ 7  | ≥ 8  |      | ≥ 10 | 5    | 19   | 8    | 4    | 2    | 9    | 6    | 1    | 2    |

### En Coupe du monde
Au total, Jérémy Basquaise joue quinze matchs de Coupe du monde de 2006 à 2008 et marque 21 buts, pour neuf victoires, dont deux aux tirs au but, et six défaites, dont seulement deux avant la fin du temps réglementaire.
Jérémy Basquaise marque lors de ses quatre premiers matchs en Coupe du monde, lors de l'édition 2006. Sur ces quinze matchs disputés, il n'y en a que deux lors desquels il ne marque pas : la demi-finale puis le match pour la 3e place en 2006. Lors des éditions 2007 et 2008, il marque au moins un but à chaque rencontre (il ne joue pas le quart-de-finale 2007 pour cause de suspension). Son record de but en un match a lieu le 19 juillet 2008 face à l'Iran, contre qui Basquaise marque à quatre reprises, dont un penalty.
L'équipe que Jérémy Basquaise affronte le plus est l'Uruguay, à chaque édition. Lors des trois rencontres, la France et Basquaise en perdent deux aux tirs au but (2006 et 2007) avant de l'emporter en phase de poule en 2008. L'Iran est ensuite joué deux fois (2006 et 2008) pour deux victoires. Jérémy aurait aussi affronté deux fois le Sénégal sans sa suspension en 2007.
| Détails de ses quinze matchs en Coupe du monde de beach soccer | Détails de ses quinze matchs en Coupe du monde de beach soccer | Détails de ses quinze matchs en Coupe du monde de beach soccer | Détails de ses quinze matchs en Coupe du monde de beach soccer | Détails de ses quinze matchs en Coupe du monde de beach soccer | Détails de ses quinze matchs en Coupe du monde de beach soccer | Détails de ses quinze matchs en Coupe du monde de beach soccer | Détails de ses quinze matchs en Coupe du monde de beach soccer |
| #                                                              | Édition                                                        | Ville                                                          | Date                                                           | Match                                                          | Match                                                          | Phase                                                          | Infos                                                          |
| -------------------------------------------------------------- | -------------------------------------------------------------- | -------------------------------------------------------------- | -------------------------------------------------------------- | -------------------------------------------------------------- | -------------------------------------------------------------- | -------------------------------------------------------------- | -------------------------------------------------------------- |
| 15                                                             | 2008                                                           | Marseille                                                      | 24/07/2008                                                     | Italie                                                         | 2 - 5                                                          | Quarts de finale                                               | 21e                                                            |
| 14                                                             | 2008                                                           | Marseille                                                      | 21/07/2008                                                     | Uruguay                                                        | 4 - 3                                                          | Phase de groupe                                                | 14e 19e 28e (pen.)                                             |
| 13                                                             | 2008                                                           | Marseille                                                      | 19/07/2008                                                     | Iran                                                           | 6-6 tab 1-2                                                    | Phase de groupe                                                | 11e 12e (pen.) 14e 38e                                         |
| 12                                                             | 2008                                                           | Marseille                                                      | 17/07/2008                                                     | Sénégal                                                        | 5-5 tab 1-2                                                    | Phase de groupe                                                | 21e                                                            |
| 11                                                             | 2007                                                           | Rio de Janeiro                                                 | 11/11/2007                                                     | Uruguay                                                        | 2-2 tab 1-0                                                    | 3e place                                                       | 1re 10e                                                        |
| 10                                                             | 2007                                                           | Rio de Janeiro                                                 | 10/11/2007                                                     | Brésil                                                         | 6 - 2                                                          | Demi-finales                                                   | 35e                                                            |
| -                                                              | 2007                                                           | Rio de Janeiro                                                 | 08/11/2007                                                     | Sénégal                                                        | 3 - 6                                                          | Quarts de finale                                               | suspendu                                                       |
| 9                                                              | 2007                                                           | Rio de Janeiro                                                 | 07/11/2007                                                     | Argentine                                                      | 2-2 tab 2-1                                                    | Phase de groupe                                                | 3e 26e 36e                                                     |
| 8                                                              | 2007                                                           | Rio de Janeiro                                                 | 05/11/2007                                                     | Nigeria                                                        | 3-3 tab 2-3                                                    | Phase de groupe                                                | 36e                                                            |
| 7                                                              | 2007                                                           | Rio de Janeiro                                                 | 03/11/2007                                                     | Émirats arabes unis                                            | 5 - 6                                                          | Phase de groupe                                                | 4e 9e                                                          |
| 6                                                              | 2006                                                           | Rio de Janeiro                                                 | 12/11/2006                                                     | Portugal                                                       | 6 - 4                                                          | 3e place                                                       |                                                                |
| 5                                                              | 2006                                                           | Rio de Janeiro                                                 | 11/11/2006                                                     | Uruguay                                                        | 2-2 tab 0-1                                                    | Demi-finales                                                   |                                                                |
| 4                                                              | 2006                                                           | Rio de Janeiro                                                 | 09/11/2006                                                     | Japon                                                          | 3 - 2                                                          | Quarts de finale                                               | 17e                                                            |
| 3                                                              | 2006                                                           | Rio de Janeiro                                                 | 07/11/2006                                                     | Iran                                                           | 6 - 3                                                          | Phase de groupe                                                | 32e 32e                                                        |
| 2                                                              | 2006                                                           | Rio de Janeiro                                                 | 05/11/2006                                                     | Canada                                                         | 8 - 1                                                          | Phase de groupe                                                | 20e 21e 30e                                                    |
| 1                                                              | 2006                                                           | Rio de Janeiro                                                 | 03/11/2006                                                     | Espagne                                                        | 4 - 7                                                          | Phase de groupe                                                | 30e                                                            |

## Palmarès

### En sélection
- Coupe du monde
  - 3e en 2006
  - 4e en 2007

- Euro Beach Soccer League
  - Finaliste en 2007

- Euro Beach Soccer Cup
  - Finaliste en 2006 et 2007

### En club
- Championnat de France de beach soccer (2)
  - Champion : 2018 et 2019 avec Grande-Motte PBS
- Coupe régionale de France
  - Vainqueur en 2012
- Trophée des Champions de la Réunion (2)
  - Vainqueur en 2012 et 2013

### Individuel
- Meilleur joueur de l'Euro Beach Soccer Cup 2007
- Sélectionné avec les All-Star européens en 2007 pour défier le Brésil
- Meilleur buteur de l'équipe de France en 2012 et 2013